# Милован Шарановић
Милован Шарановић (Поткрај, код Даниловграда, 20. новембар 1913 — Жужемберк, 31. јул 1943), учесник Народноослободилачке борбе и народни херој Југославије.

## Биографија
Рођен је 20. новембра 1913. године у селу Поткрај код Даниловграда, у сиромашној сељачкој породици. Основну школу завршио је у родном месту, а нижу гимназију у Даниловграду. Пети и шести разред гимназије завршио је у Подгорици.
Због лошег материјалног стања, напустио је гимназију и 1930. године уписао Војну академију у Београду. Године 1933, завршио је војно школовање, након чега је био унапређен у чин пешадијског потпоручника и распоређен на службу у Требињу, у 29. пешадијски пук. Ускоро је био премештен у Билећу, за наставника Школе резервних официра. Нешто касније добио је премештај у Марибор, где је био све до пред почетак Априлског рата. Године 1939, положио је пријемни испит за Вишу војну академију, али није био примљен зато што по тадашњим мерилима није припадао „високом друштву“.
Непосредно пред рат 1941. године, Школа за резервне официре је из Марибора била премештена у Травник. Милованов батаљон добио је задатак да организује одбрану Јајца. Упркос томе што виши команданти нису пружали отпор немачком агресору, Милован је са малом скупином интелектуалаца, студената и комуниста организовао отпор. Ускоро се с групом војника за 20 дана пробио до Црне Горе у родни крај.
Јула 1941. године, прикључио се устаничким снагама у борби против окупатора, у нападу на Даниловград. Тада је био изабран за командира устаничке чете, која је учествовала у нападу на Веље Брдо, и у борбама код Подгорице. Учествовао је у бици код Пљевља 1. децембра 1941, као и у другим биткама у Црној Гори.
Почетком 1942. године, постао је командант Косоволушког батаљона. Његов батаљон је у борбама у рејону Орја Лука–Богетићи спречио покушај италијанских војника да деблокирају свој опкољени гарнизон у Никшићу. Он и све јединице које су учествовале у тој борби били су похваљени од Врховног штаба НОВЈ. Као командант батаљона у Зетском одреду, Милован је водио низ борби у Црној Гори против непријатељских снага, попут борби на Студенцу, Кабленој Главици, Жупи, Коњску и осталим местима.
Априла 1942. године, постао је члан Комунистичке партије Југославије (КПЈ). Након формирања Пете пролетерске црногорске бригаде 12. јуна 1942. године, био је постављен за команданта Четвртог батаљона. Учествовао је у борбама током марша пролетерских бригада у Босну. С јесени 1942, био је постављен за заменика команданта Пете пролетерске бригаде.
Крајем 1942. године, одлуком Врховног штаба НОВЈ, био је упућен у Словенију, где је првобитно вршио дужност команданта Оперативне зоне за Штајерску. У мају 1943. године, добио је чин пуковника НОВЈ и постављен за начелника Главног штаба НОВ Словеније. Био је заслужан за успеле офанзивне акције и борбе Цанкареве, Томшичеве и Гупчеве бригаде првих месеци 1943, операције на Жумберку у садејству с јединицама НОВ Хрватске, напад на Метлику, офанзиву у Сувој крајини, борбе око Кочевја, победу на Јеленовом Жлебу и остало.
Погинуо је 31. јула 1943. године у нападу на непријатељска упоришта код Новог Места, односно на Жужемберку, где је командовао јединицама које су учествовале у борби.
Указом Председништва Антифашистичког већа народног ослобођења Југославије (АВНОЈ), 25. октобра 1943. године, међу првим борцима Народноослободилачке војске, проглашен је за народног хероја.
После ослобођења, његови посмртни остаци сахрањени су у Гробници народних хероја у Љубљани.